# Camas (Waszyngton)
Camas – miasto w Stanach Zjednoczonych, w stanie Waszyngton, w hrabstwie Clark nad rzeką Kolumbia. W 2010 r. miejscowość liczyła 19 355 mieszkańców.
Nazwa miasta wzięła się od bulw rośliny Camassia. Obszar, w którym rzeka Washougal wpływa do rzeki Kolumbia porastały właśnie kamasje, więc francusko-kanadyjscy traperzy nazwali obszar La Camas. Znajdująca się nieopodal miasta Lady Island (leżąca na rzece Kolumbia) była miejscem prac archeologicznych; odnalezione ceramiczne artefakty wskazują na obecność ludzi w regionie 2500-2000 lat temu. W 1883 roku założono La Camas Colony Company, co poskutkowało wybudowaniem we wrześniu tego roku 60 budynków dla mieszkańców.
W 2004 roku Camas oraz Hillsboro podpisały umowę handlową z gminami Zabierzów, Morawica i Krapkowice.

## Współpraca
- Hosoecho, Japonia
- Taki-Cho, Japonia
- Krapkowice, Polska
- Morawica, Polska
- Zabierzów, Polska